# Сунды
Сунды (сунданцы, самоназвание — сунда; сунд. ᮅᮛᮀ ᮞᮥᮔ᮪ᮓ, Urang Sunda) — народ, живущий в западной гористой части острова Ява и на южном побережье. Численность — около 40 млн человек. Антропологически принадлежат к южным монголоидам. Говорят на сунданском языке западнозондской зоны австронезийской семьи. По материальной культуре близки к яванцам. Религия — ислам, но сохраняются также многие древние верования.
Известно индуистское королевство Сунда, существовавшее на о. Ява с 669 по 1579 годы.
С середины 1-го тысячелетия у сундов развито земледелие (рис, кукуруза, маниок, овощи и др.), созданы ирригационные каналы и террасы. В XX веке распространились плантационные культуры (чай, кофе, какао, каучук). Сунды занимаются также животноводством и ремёслами (особенно ткачеством); в произведениях искусства и ремесла существуют древние народные традиции. Много сундов работает в промышленности. В состав сундов входит этнографическая группа бадуи, сохранившая архаичные черты хозяйства и культуры.